# 学校法人尽誠学園
学校法人尽誠学園（がっこうほうじんじんせいがくえん）は、香川県で学校を運営する学校法人である。理事長は大久保直明が務めており、所在地は香川県善通寺市生野町にある。

## 沿革

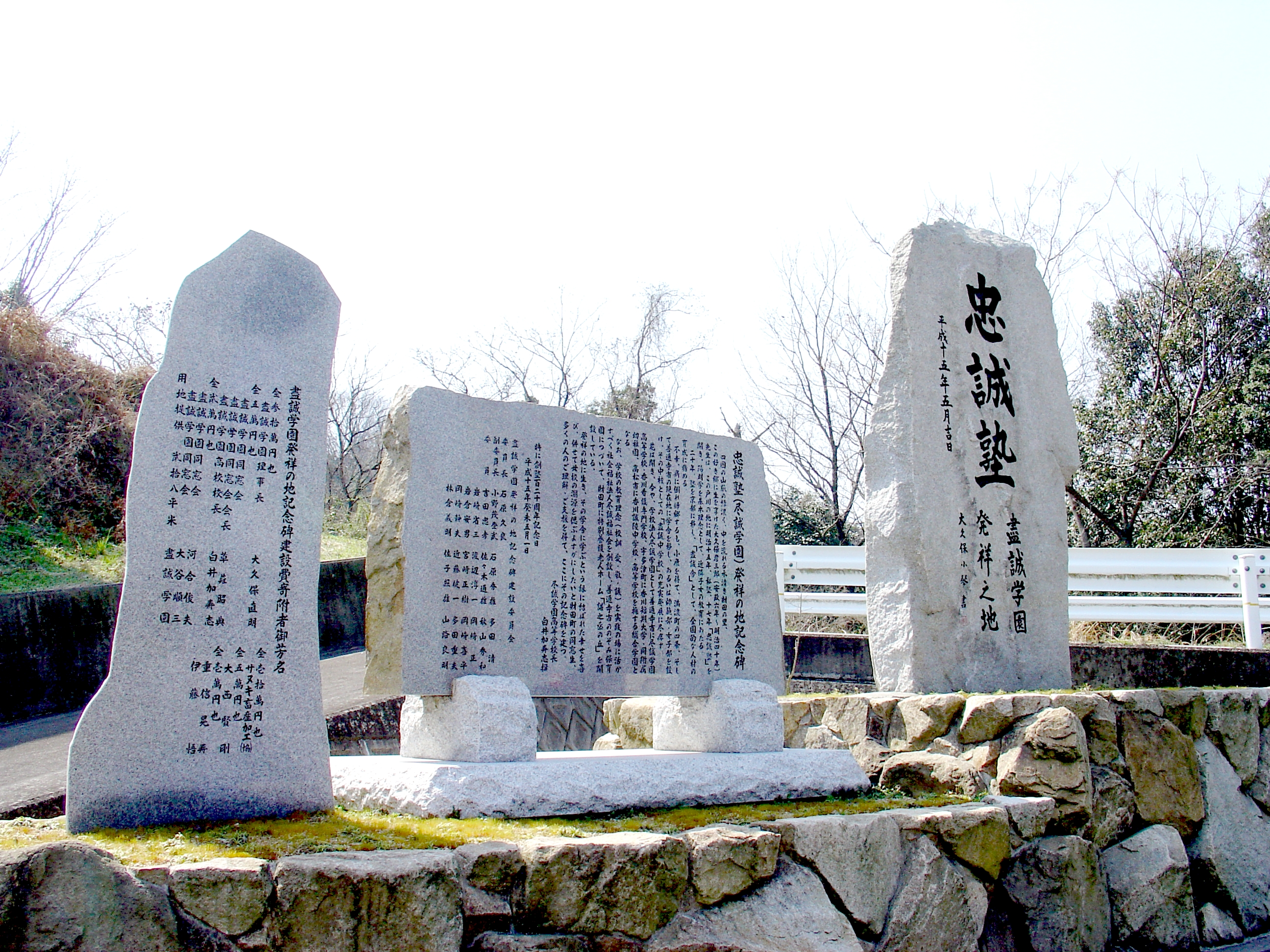
忠誠塾発祥の地

- 1882年（明治15年） - 大久保彦三郎、現在の香川県三豊市財田町財田上で私塾を始める。
- 1883年（明治16年） - 夜学校「三餘舎」を始める。
- 1884年（明治17年） - 「忠誠塾」を始める。
- 1887年（明治20年） - 「忠誠塾」を現在の京都市下京区東若松町に移し、「尽誠舎」に改称する。
- 1892年（明治25年） - 彦三郎、病気のため「尽誠舎」閉舎する。
- 1894年（明治27年） - 「尽誠舎」を現在の香川県仲多度郡まんのう町吉野下で再開する。
- 1899年（明治32年） - 「尽誠舎」を現在の香川県善通寺市生野町に移す。
- 1910年（明治43年） - 「私立尽誠中学校」に改組する。
- 1920年（大正9年） - 「私立尽誠中学校」を「尽誠中学校」に改称する。
- 1944年（昭和19年） - 「尽誠中学校」の設置者を「財団法人尽誠中学校」とする。
- 1947年（昭和22年） - 新制「尽誠中学校」を設置する。
- 1948年（昭和23年） - 旧制「尽誠中学校」を新制「尽誠学園高等学校」に改称する。
- 1951年（昭和26年） - 「財団法人尽誠中学校」を「学校法人尽誠学園」に改組する。
- 1967年（昭和42年） - 「香川短期大学」を設置する。
- 1968年（昭和43年） - 入学生徒減少のため、「尽誠中学校」休校する。
- 1969年（昭和44年） - 「香川高等看護学校」を設置する。
- 1976年（昭和51年） - 「香川高等看護学校」を「香川看護専門学校」に改称する。
- 1977年（昭和52年） - 「社会福祉法人尽誠福祉会」を設立する。「尽誠福祉会」、香川短期大学付属施設「のぞみ保育園」を香川県善通寺市上吉田町に設置する。
- 1988年（昭和63年） - 「香川短期大学附属女子高等学校」を設置する。
- 1995年（平成7年） - 「尽誠中学校」を香川県高松市鬼無町佐料に移し、「香川誠陵中学校」に改称、再開する。
- 1998年（平成10年） - 「香川短期大学附属女子高等学校」を香川県高松市鬼無町佐料に移し、「香川誠陵高等学校」に改称、共学化する。
- 2003年（平成15年） - 「尽誠福祉会」、特別養護老人ホーム「諶之丞の丘」を香川県三豊市財田町財田上に設置する。

## 運営
- 尽誠学園高等学校（善通寺市）
- 香川誠陵中学校・高等学校（高松市）
- 香川短期大学（宇多津町）
- 香川看護専門学校（善通寺市）
- 香川短期大学附属幼稚園（宇多津町）
- のぞみ保育園（善通寺市）- 社会福祉法人尽誠福祉会の運営。香川短期大学付属施設。
- 諶之丞の丘（三豊市）- 社会福祉法人尽誠福祉会が運営する特別養護老人ホーム。

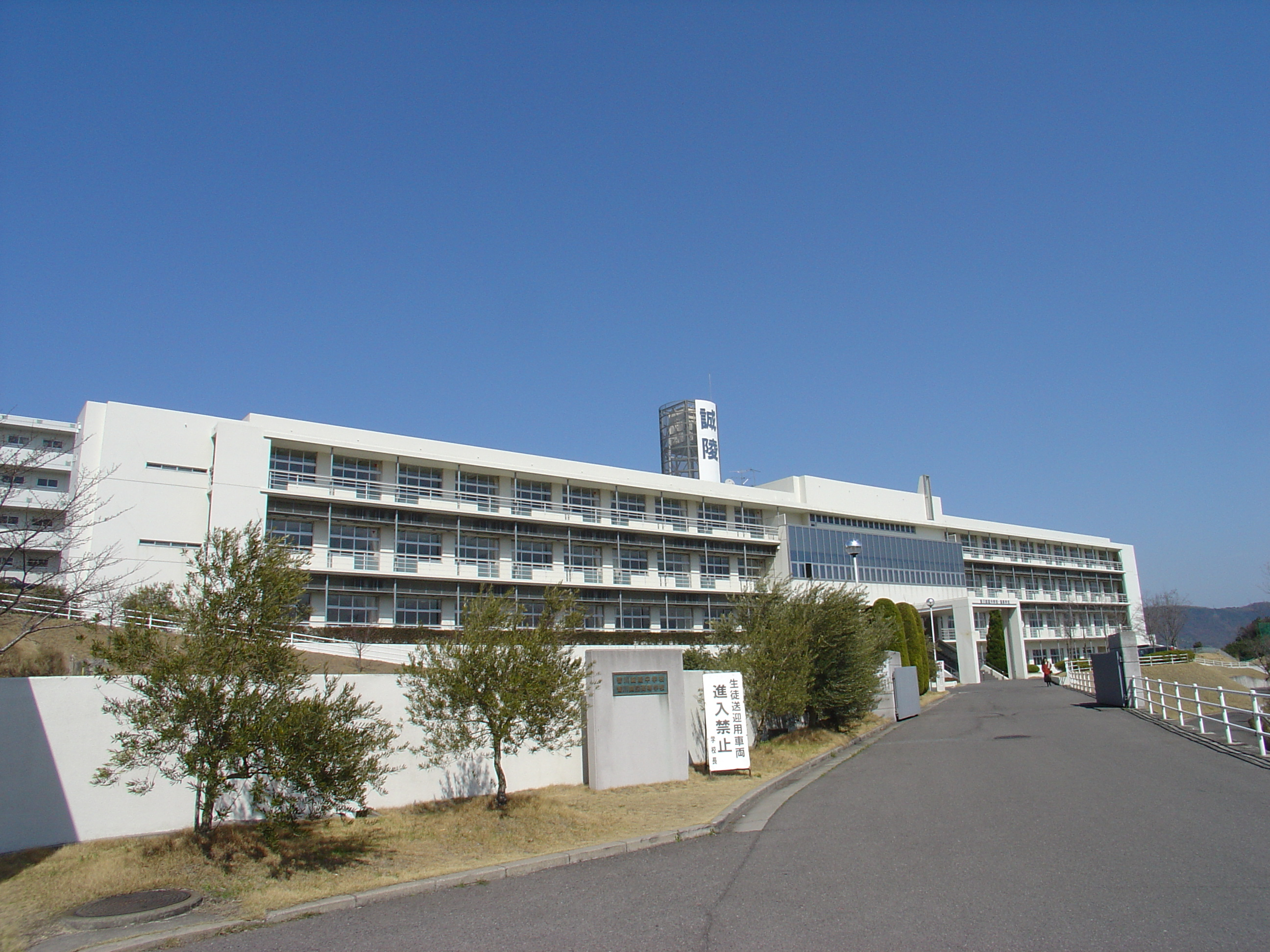
香川誠陵中学・高等学校
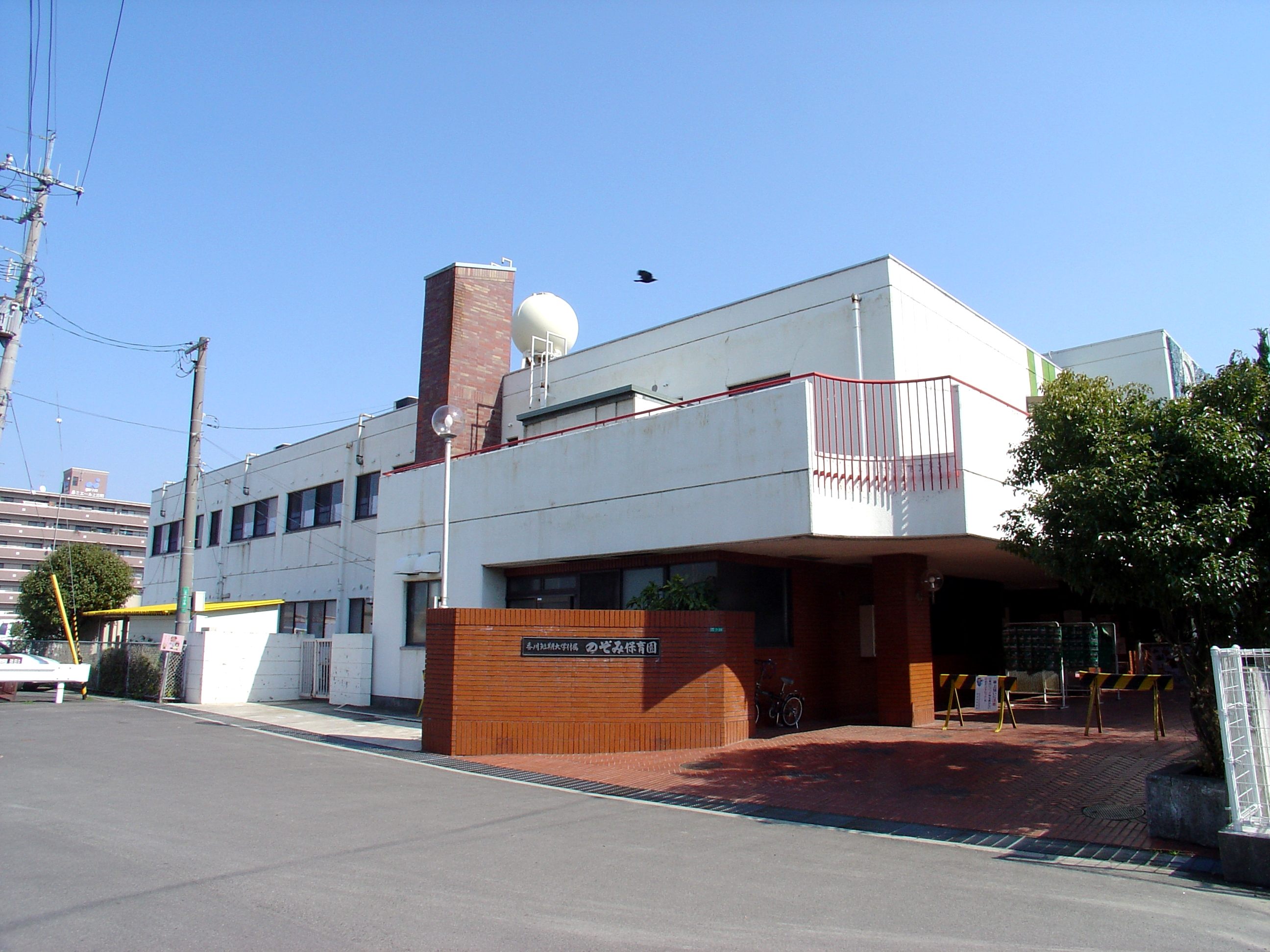
のぞみ保育園
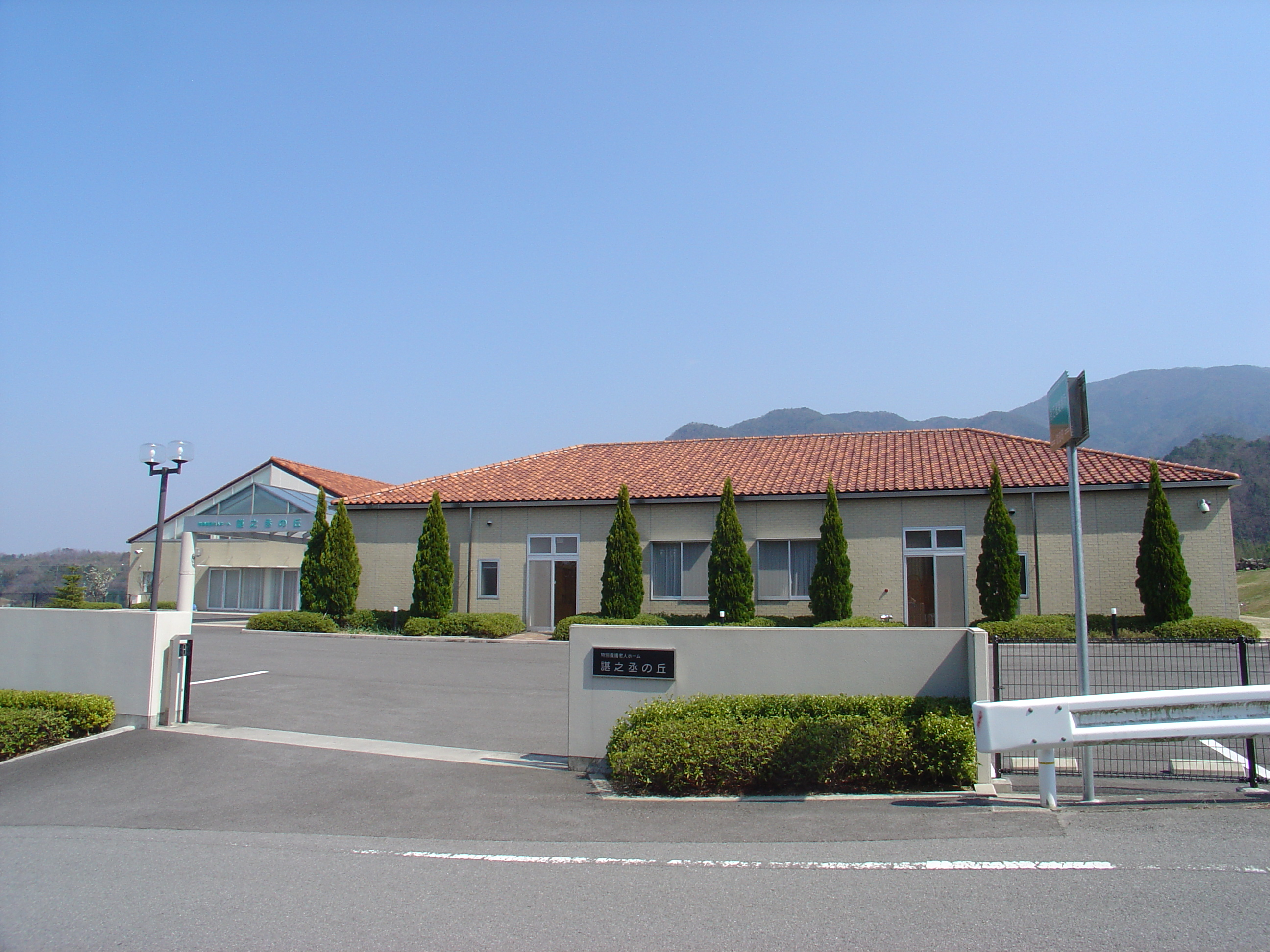
諶之丞の丘